# 1950
Il 1950 (MCML in numeri romani) è un anno  del XX secolo.

## Eventi
- La Olivetti produce la Lettera 22.
- Lo studioso statunitense Richard Dorson conia il termine Fakelore, per definire un folclore manipolato e non più autentico.
- Nasce il Movimento nazionalista ugandese.
- Nel mese di luglio, la futura ambasciatrice degli Stati Uniti in Italia (1953-1956), Clare Boothe Luce (commediografa e moglie di Henry Robinson Luce, editore della rivista TIME), dichiara che il Dipartimento della Difesa degli Stati Uniti non avrebbe conferito appalti alle aziende italiane i cui addetti avessero scelto una rappresentanza sindacale di orientamento comunista (la CGIL).[1][2][3]

### Gennaio
- 1º gennaio - Viene fondata l'Associazione Internazionale di Polizia (IPA)
- 6 gennaio - Riconoscimento del Regno Unito della Repubblica Popolare Cinese e conseguente rottura delle relazioni diplomatiche della Repubblica di Cina con i britannici.
- 9 gennaio – eccidio delle Fonderie Riunite a Modena, con sei morti e un centinaio di feriti, durante una manifestazione sindacale degli operai delle Fonderie Riunite. Le forze di polizia – ministro degli interni è Mario Scelba – caricano violentemente i manifestanti e sparano ad alcuni di loro.
- 10 gennaio – Milano: inizia in Corte d'assise il processo a Rina Fort, è accusata di aver ucciso la moglie e i tre figli del suo amante. Sarà condannata all'ergastolo.
- 16 gennaio – Belgio, Paesi Bassi e Lussemburgo riconoscono lo stato di Israele.
- 17 gennaio – l'Organizzazione delle Nazioni Unite affida all'Italia, per un periodo di dieci anni, l'amministrazione fiduciaria della Somalia, ex colonia italiana.
- 26 gennaio – l'India diventa una repubblica.
- 31 gennaio – il presidente degli Stati Uniti d'America Harry Truman annuncia ufficialmente un programma per lo sviluppo della bomba all'idrogeno.

### Febbraio
- 9 febbraio – in un discorso nella città di Wheeling, nella Virginia Occidentale, il senatore Joseph McCarthy afferma che nel Dipartimento di Stato degli Stati Uniti d'America si sono infiltrati 205 comunisti. Ha inizio negli USA - sotto l'etichetta di "Terrore rosso" - la repressione maccartista contro le più svariate forme di dissenso e "diversità" ideologica e culturale che segna l'acme dell'ideologia anticomunista nella storia degli Stati Uniti.
- 14 febbraio – l'Unione Sovietica e la Repubblica Popolare Cinese firmano un trattato di difesa bilaterale.
- 15 febbraio – due battaglioni di Viet Cong – guerriglieri nazionalisti del Vietnam del Nord – attaccano una base militare francese in Indocina.
- 15 febbraio – esce nelle sale cinematografiche Cenerentola di Walt Disney, film che risolleva le sorti dei Walt Disney Studios dopo la seconda guerra mondiale e che è considerato, ancora oggi, uno dei maggiori capolavori del cinema d'animazione.

### Marzo
- 1º marzo – agitazioni di vaste proporzioni, con numerose vittime, segnano l'occupazione, da parte dei contadini, delle terre incolte di proprietà dei latifondisti nel meridione d'Italia. Seguono l'esempio numerose altre regioni italiane, come la Lombardia, l'Emilia, il Lazio e le Marche. Le agitazioni si estendono nelle aree industriali di Genova e Venezia. Il Consiglio dei ministri detta disposizioni alla forza pubblica per stroncare le agitazioni senza alcuna esitazione. I poliziotti sono dotati di armi di pronto impiego.
- 5 marzo – Italia: dall'unione dei sindacalisti del Partito Socialista Unificato e dei gruppi dì minoranza della Federazione Italiana lavoratori (FIL) nasce il sindacato Unione Italiana del Lavoro (UIL). Alla segreteria è nominato Italo Viglianesi.
- 22 marzo – l'Egitto chiede alla Gran Bretagna di ritirare le sue truppe dal Canale di Suez. Inizia la politica di nazionalizzazione del presidente egiziano Gamal Abd el-Nasser.
- 24 marzo
  - Il regno di Giordania annette formalmente il territorio della Cisgiordania (West Bank).
  - Viene costituito il sindacato CISNAL, Confederazione Italiana Sindacati Nazionali Lavoratori.

### Aprile
- 1º aprile – l'Italia assume l'amministrazione fiduciaria della Somalia che le era stata affidata dall'ONU il 17 gennaio.
- 27 aprile – Gérard Blitz fonda l'associazione Club Méditerranée.
- 30 aprile – eccidio di Celano: sono esplosi alcuni colpi di arma da fuoco contro un gruppo di braccianti agricoli radunati nella piazza, due uomini sono uccisi e diversi feriti.

### Maggio
- 3 maggio – Italia: il maresciallo Rodolfo Graziani, comandante delle forze italiane nelle campagne d'Africa è condannato dal tribunale militare a 19 anni di carcere per crimini di guerra; ma gli vengono condonati 17 anni ed è poi amnistiato.
- 9 maggio
  - Il Ministro degli esteri francese Robert Schuman propone di mettere in comune le risorse di carbone ed acciaio europee (dichiarazione Schuman).  Il progetto porterà al Trattato di Parigi e, successivamente, all'attuale Unione europea.
  - Viene fondata a Barcellona la casa automobilistica SEAT
- 10 maggio
  - Italia: la corrente di maggioranza del sindacato FIL, che non era confluita nella Unione italiana del lavoro (UIL), si unisce al sindacato di ispirazione cattolica Libera CGIL e dà vita alla Confederazione Italiana Sindacati Lavoratori (CISL).
  - Attivazione del Pilot ACE, primo computer britannico
- 12 maggio – Italia: il governo emana la legge Sila con la quale vengono espropriate e riassegnate alcune terre malcoltivate dell'area montagnosa calabrese. La legge sarà poi estesa anche alla Puglia, alla Basilicata, alla Conca del Fucino, alla Maremma e all'area del delta del Po.
- 13 maggio – inaugurazione del Campionato mondiale di Formula 1 con il Gran Premio di Gran Bretagna sul circuito di Silverstone.

### Giugno
- 16 giugno – Italia: il romanzo La pelle di Curzio Malaparte è inserito nell'Indice dei libri proibiti della Chiesa cattolica.
- 25 giugno – l'esercito nordcoreano apre il fuoco con le sue artiglierie, dando inizio la Guerra di Corea.

### Luglio
- 5 luglio
  - Il Parlamento israeliano approva la "Legge del ritorno" che garantisce ad ogni ebreo immigrato il diritto di cittadinanza israeliana.
  - Viene ucciso, a Castelvetrano in Sicilia, il bandito Salvatore Giuliano. In un primo momento l'uccisione viene attribuita ad uno scontro a fuoco coi Carabinieri ma, successivamente, si accuserà dell'omicidio il luogotenente di Giuliano, Gaspare Pisciotta.
- 16 luglio – si svolge allo stadio Maracanà di Rio de Janeiro la finale del Campionato mondiale di calcio 1950 tra Brasile ed Uruguay, che termina con l'inattesa sconfitta dei padroni di casa.
- 22 luglio – torna in patria, dall'esilio svizzero, il re del Belgio Leopoldo III. Lo accolgono i figli e suoi successori: Baldovino il maggiore, e Alberto.

### Agosto
- 8 agosto – Florence Chadwick attraversa la Manica a nuoto dalla Francia all'Inghilterra in 13 ore e 23 minuti, migliorando di oltre un'ora il precedente record del mondo che resisteva da ventiquattro anni.
- 10 agosto – Italia: viene istituita la Cassa del Mezzogiorno, ente pubblico volto a finanziare iniziative industriali tese allo sviluppo economico del meridione d'Italia.
- 22 agosto – Papa Pio XII emana l'enciclica Humani generis in cui si esprime la condanna della Chiesa nei confronti di alcune delle moderne correnti di pensiero: l'idealismo, lo storicismo, l'esistenzialismo e il relativismo.
- 26-27 agosto – durante la notte, a quarantadue anni, Cesare Pavese si toglie la vita in una camera dell'albergo Roma di Torino, ingerendo una forte dose di barbiturici.

### Ottobre
- 2 ottobre – nasce il fumetto Charlie Brown, dalla penna di Charles M. Schulz.
- 7 ottobre
  - Guerra di Corea: forze statunitensi e alleate invadono la Corea del Nord attraversando il 38º parallelo.
  - Intervento militare cinese nel Tibet. Dopo aver invaso le province tibetane del Kham e del Amdo nel 1949, i cinesi occupano la provincia dell'U-Tsang, che diventerà poi la Regione autonoma del Tibet.
- 18 ottobre – viene firmata a Parigi la convenzione per la protezione degli uccelli viventi allo stato selvatico, che sostituisce la Convenzione per la protezione degli uccelli utili all’agricoltura.
- 21 ottobre – viene varata in Italia la legge di riforma agraria che prevede l'espropriazione per pubblica utilità di terre incolte ai latifondisti e l'assegnazione ai contadini. L'eccessivo frazionamento, che impedisce agli assegnatari di dotarsi di macchinari e la mancata creazione di strutture cooperative, segnerà il parziale insuccesso del provvedimento[4].

### Novembre
- 1º novembre – Papa Pio XII, con la costituzione apostolica Munificentissimus Deus, proclama ex cathedra il dogma dell'Assunzione di Maria. L'atto segna l'inizio dell'Anno Santo della "Madonna pellegrina".
- 4 novembre – viene firmata a Roma la Convenzione europea per la salvaguardia dei diritti dell'uomo e delle libertà fondamentali (CEDU).
- 26 novembre – truppe cinesi irrompono nella Corea del Nord con un massiccio contrattacco contro le forze della Corea del Sud e degli Stati Uniti, ponendo fine ad ogni speranza di una rapida soluzione del conflitto.
- 28 novembre – Fondazione del Piano Colombo per lo sviluppo e la collaborazione nell'Asia meridionale e del sud-est; che aveva come scopo il progresso dei paesi membri: Australia, Regno Unito, Giappone, Canada, Nuova Zelanda.

### Dicembre
- 16 dicembre – la difficile situazione sul fronte coreano induce il presidente statunitense Truman a dichiarare lo stato di emergenza nazionale.
- 20 dicembre – il generale Dwight D. Eisenhower viene nominato comandante supremo alleato in Europa (NATO). Assumerà il comando il 2 aprile 1951.
- 31 dicembre – l'indice della produzione nazionale supera il livello del 1938: si considera conclusa la fase della ricostruzione postbellica italiana.

## Arte, cultura e spettacolo
- Cinema
  - Film del 1950

## Sport
- Motociclismo: Umberto Masetti vince il titolo mondiale nella Classe 500 su Gilera.
- Automobilismo: Giuseppe "Nino" Farina vince il primo campionato di Formula 1 su Alfa Romeo.
- Sci: ai Campionati mondiali di Aspen (Colorado) l'italiano Zeno Colò vince due medaglie d'oro (discesa libera e slalom gigante) ed una d'argento (slalom).
- 29 giugno – Mondiali di calcio in Brasile: nel gruppo 2 gli Stati Uniti battono a sorpresa l'Inghilterra nella partita che passerà alla storia come il "miracolo di Belo Horizonte".
- 16 luglio – Rio de Janeiro: nella finale del Campionato mondiale di calcio in Brasile, la nazionale padrona di casa perde clamorosamente la gara decisiva del girone finale contro l'Uruguay, che si laurea per la seconda volta campione del mondo. L'evento viene ricordato come il "Maracanazo".
- 27 settembre – New York: allo Yankee Stadium, in un incontro per il titolo mondiale dei pesi massimi, Joe Louis, detto il bombardiere nero viene battuto ai punti in 15 riprese dallo sfidante Ezzard Charles.

## Nati
Ci sono circa 3 110 voci su persone nate nel 1950; vedi la pagina Nati nel 1950 per un elenco descrittivo o la categoria Nati nel 1950 per un indice alfabetico.

## Morti
Ci sono circa 820 voci su persone morte nel 1950; vedi la pagina Morti nel 1950 per un elenco descrittivo o la categoria Morti nel 1950 per un indice alfabetico.

## Calendario
| Calendario 1950 | Calendario 1950 | Calendario 1950 | Calendario 1950 | Calendario 1950 | Calendario 1950 | Calendario 1950 | Calendario 1950 | Calendario 1950 | Calendario 1950 | Calendario 1950 | Calendario 1950 | Calendario 1950 | Calendario 1950 | Calendario 1950 | Calendario 1950 | Calendario 1950 | Calendario 1950 | Calendario 1950 | Calendario 1950 | Calendario 1950 | Calendario 1950 | Calendario 1950 | Calendario 1950 | Calendario 1950 | Calendario 1950 | Calendario 1950 | Calendario 1950 | Calendario 1950 | Calendario 1950 | Calendario 1950 | Calendario 1950 | Calendario 1950 |
| --------------- | --------------- | --------------- | --------------- | --------------- | --------------- | --------------- | --------------- | --------------- | --------------- | --------------- | --------------- | --------------- | --------------- | --------------- | --------------- | --------------- | --------------- | --------------- | --------------- | --------------- | --------------- | --------------- | --------------- | --------------- | --------------- | --------------- | --------------- | --------------- | --------------- | --------------- | --------------- | --------------- |
|                 | 1               | 2               | 3               | 4               | 5               | 6               | 7               | 8               | 9               | 10              | 11              | 12              | 13              | 14              | 15              | 16              | 17              | 18              | 19              | 20              | 21              | 22              | 23              | 24              | 25              | 26              | 27              | 28              | 29              | 30              | 31              |                 |
| Gennaio         | Do              | Lu              | Ma              | Me              | Gi              | Ve              | Sa              | Do              | Lu              | Ma              | Me              | Gi              | Ve              | Sa              | Do              | Lu              | Ma              | Me              | Gi              | Ve              | Sa              | Do              | Lu              | Ma              | Me              | Gi              | Ve              | Sa              | Do              | Lu              | Ma              |                 |
| Febbraio        | Me              | Gi              | Ve              | Sa              | Do              | Lu              | Ma              | Me              | Gi              | Ve              | Sa              | Do              | Lu              | Ma              | Me              | Gi              | Ve              | Sa              | Do              | Lu              | Ma              | Me              | Gi              | Ve              | Sa              | Do              | Lu              | Ma              |                 |                 |                 |                 |
| Marzo           | Me              | Gi              | Ve              | Sa              | Do              | Lu              | Ma              | Me              | Gi              | Ve              | Sa              | Do              | Lu              | Ma              | Me              | Gi              | Ve              | Sa              | Do              | Lu              | Ma              | Me              | Gi              | Ve              | Sa              | Do              | Lu              | Ma              | Me              | Gi              | Ve              |                 |
| Aprile          | Sa              | Do              | Lu              | Ma              | Me              | Gi              | Ve              | Sa              | Do              | Lu              | Ma              | Me              | Gi              | Ve              | Sa              | Do              | Lu              | Ma              | Me              | Gi              | Ve              | Sa              | Do              | Lu              | Ma              | Me              | Gi              | Ve              | Sa              | Do              |                 |                 |
| Maggio          | Lu              | Ma              | Me              | Gi              | Ve              | Sa              | Do              | Lu              | Ma              | Me              | Gi              | Ve              | Sa              | Do              | Lu              | Ma              | Me              | Gi              | Ve              | Sa              | Do              | Lu              | Ma              | Me              | Gi              | Ve              | Sa              | Do              | Lu              | Ma              | Me              |                 |
| Giugno          | Gi              | Ve              | Sa              | Do              | Lu              | Ma              | Me              | Gi              | Ve              | Sa              | Do              | Lu              | Ma              | Me              | Gi              | Ve              | Sa              | Do              | Lu              | Ma              | Me              | Gi              | Ve              | Sa              | Do              | Lu              | Ma              | Me              | Gi              | Ve              |                 |                 |
| Luglio          | Sa              | Do              | Lu              | Ma              | Me              | Gi              | Ve              | Sa              | Do              | Lu              | Ma              | Me              | Gi              | Ve              | Sa              | Do              | Lu              | Ma              | Me              | Gi              | Ve              | Sa              | Do              | Lu              | Ma              | Me              | Gi              | Ve              | Sa              | Do              | Lu              |                 |
| Agosto          | Ma              | Me              | Gi              | Ve              | Sa              | Do              | Lu              | Ma              | Me              | Gi              | Ve              | Sa              | Do              | Lu              | Ma              | Me              | Gi              | Ve              | Sa              | Do              | Lu              | Ma              | Me              | Gi              | Ve              | Sa              | Do              | Lu              | Ma              | Me              | Gi              |                 |
| Settembre       | Ve              | Sa              | Do              | Lu              | Ma              | Me              | Gi              | Ve              | Sa              | Do              | Lu              | Ma              | Me              | Gi              | Ve              | Sa              | Do              | Lu              | Ma              | Me              | Gi              | Ve              | Sa              | Do              | Lu              | Ma              | Me              | Gi              | Ve              | Sa              |                 |                 |
| Ottobre         | Do              | Lu              | Ma              | Me              | Gi              | Ve              | Sa              | Do              | Lu              | Ma              | Me              | Gi              | Ve              | Sa              | Do              | Lu              | Ma              | Me              | Gi              | Ve              | Sa              | Do              | Lu              | Ma              | Me              | Gi              | Ve              | Sa              | Do              | Lu              | Ma              |                 |
| Novembre        | Me              | Gi              | Ve              | Sa              | Do              | Lu              | Ma              | Me              | Gi              | Ve              | Sa              | Do              | Lu              | Ma              | Me              | Gi              | Ve              | Sa              | Do              | Lu              | Ma              | Me              | Gi              | Ve              | Sa              | Do              | Lu              | Ma              | Me              | Gi              |                 |                 |
| Dicembre        | Ve              | Sa              | Do              | Lu              | Ma              | Me              | Gi              | Ve              | Sa              | Do              | Lu              | Ma              | Me              | Gi              | Ve              | Sa              | Do              | Lu              | Ma              | Me              | Gi              | Ve              | Sa              | Do              | Lu              | Ma              | Me              | Gi              | Ve              | Sa              | Do              |                 |

## Premi Nobel
- per la Pace: Ralph Bunche
- per la Letteratura: Bertrand Russell
- per la Medicina: Philip Showalter Hench, Edward Calvin Kendall, Tadeusz Reichstein
- per la Fisica: Cecil Frank Powell
- per la Chimica: Kurt Alder, Otto Paul Hermann Diels